# Masunga
Masunga je administrativno sjedište bocvanskog distrikta North-East. Nalazi se na sjeveroistoku države, 20-ak km od granice sa Zimbabveom. Od Francistowna je udaljena oko 120 km.
U distriktu North-East govori se kalanga jezikom, srodnim shona jeziku, jednom od službenih jezika Zimbabvea.
Godine 2001. Masunga je imala 3.110 stanovnika.